# フェラーリ・575Mマラネロ
575Mマラネロ（575M maranello ）は、イタリアの自動車メーカーフェラーリが製造したV12エンジンFR二人乗りクーペタイプのグランツーリスモである。

## 歴史
2002年3月のサロン・アンテルナショナル・ド・ロトで発表された。550マラネロの後継で、ビッグマイナーチェンジモデルにあたる。5.75Lのエンジンを搭載すること、550から改良（伊：Modificato）が加えられていることから「575M」の名称が付いた。デザインはピニンファリーナが担当。
エンジンは550マラネロのF133型 5.5L V型12気筒エンジンをボアアップした、F133E型 5.7L V型12気筒エンジンをフロントに搭載する。このエンジンは最高出力515PS/7,250rpm、最大トルク60.0kgf·m/5,250rpmで、550比で15PSの出力アップ、3.0kgf·mのトルクアップを達成している。
トランスミッションは従来の6速MTと6速セミAT（F1マチック）を用意している。なお、575MはフェラーリのV型12気筒モデルでの初のF1マチック採用車である。F1マチック搭載車はステアリングのパドルで変速を行う。
2002年5月、日本で発売された。新車価格は6速MT車が2,470万円、F1マチック車が100万円高の2,570万円。
2005年にはカロッツェリア・スカリエッティ・プログラムに「GTCパッケージ」が追加された。日本への導入はわずかである。
同年内に生産を終了し、後継車種の599GTBフィオラノにバトンタッチした。

## バリエーション

### 575GTZ
フェラーリコレクターでもある伊太利屋代表、林良至のオーダーにより、ザガートで2台製作されたワンオフモデル。デザインは同社チーフデザイナー原田則彦。
1号車はガンメタリックとシルバーの2トーンにタン内装、2号車はブラックにダークグリーン内装。

### 575GTC
レーシングモデル。2003年のFIA-GT選手権に投入され、第9戦でデビューウィンを飾っているほか、プライベーターの手によりル・マン24時間レースにも参戦した。